# Martinus Gestrinius
Martinus Erici Gestrinius, född 16 februari 1594 i Gävle, död 27 september 1648 i Uppsala, var en svensk matematiker, professor och rektor för Uppsala universitet. 
Martinus Gestrinius föräldrar var kyrkoherden Ericus Nicolai Gestrinius och Anna Mårtensdotter. Fadern undertecknade Uppsala mötes beslut och var rektor vid skolan i Gävle. Carl Arvid Klingspor anger att hans förfäder var bönder i Nordingrå. Om Anna Mårtensdotter finns olika uppgifter. En tradition, baserad på en likpredikan över Martinus Gestrinus bror, gör gällande att hennes far var överste och ståthållare i Norrland. En annan att fadern var borgare i Gävle. Den senare uppgiften är den mest vedertagna. I så fall var hon faster till ärkebiskop Olaus Martini.
Gestrinius gick först i Gävle skola där fadern var rektor, blev Claudius Opsopæus student vid Uppsala universitet 1611, varefter han begav sig till tyska universitet på studieresor. Han inskrevs som student vid universitetet i Greifswald 1618 där han samma år blev filosofie magister. Samma år återkom han också till Uppsala unviersitet där han skulle stanna resten av livet. Han första tjänst var som föreläsare (kollegie- och lektionsgivare), och 1620 utnämndes han till extra ordinarie och 1621 till ordinarie inferior professor i matematik (professor Euclideus). Han var universitetets rektor 1630, 1638 och 1643. 1633 var han en av universitetets representanter i riksdagen (för prästståndet).
Under 1620-talet började undervisningen vid Uppsala universitet att förbättras efter flera reformförsök, till en del beroende på att Johan Skytte år 1622 blev universitetskansler och till följd av donationer från Gustav II Adolf. Gestrinius har därmed kommit att kallas den förste professorn i matematik vid detta universitet som förde ämnet till ett mera vetenskapligt studium. Hans goda rykte beror mer på handledningen och undervisningen som hör till professuren, än på några egna vetenskapliga framsteg.
Ett tiotal avhandlingar lades fram under Gestrinius under åren 1622–1646, framför allt i matematisk filosofi. Bland de studenter som disputerade för Gestrinius kan nämnas Simon Kexlerus, Laurentius Jonæ Halenius och Johannes Laurbergius. Kexlerus avhandling, Disputatio inauguralis mathematica de sole (1632) är det första verk i Sverige som använder trigonometri, och Copernicus åberopas i texten dock med förtydligande att författaren tar avstånd från dennes fysiska observationer (den heliocentriska världsbilden). Detta var första gången Copernicus ges något närmare studium i Sverige, och torde vara ett resultat av handledaren. Från samma år som Kexlerus avhandling finns en handskrift av Gestrinius som behandlar olika astronomiska världsbilder.
Som föreläsare var Gestrinius bunden av sin tjänstebeskrivning där det framgår att han skulle undervisa i aritmetikens betydelse för det borgerliga livet, algebra, astronomisk tideräkning och geometri. Föreläsningarna i dessa och fler ämnen finns bevarade som handskrifter.
Gestrinius verkar vara den förste i Sverige att använda tecknen + och -, och den förste att använda kvadratrotberäkning. Däremot användes ännu inte negativa tal. Han viktigaste bidrag till vetenskapen var en latinsk utgåva av de första delarna av Euklides Elementa (1637), för vilket han belönades med kronotiondeskatten från Vika socken. Gestrinius verkar ha utgått från Christopher Clavius och Johannes Campanus tolkningar av verket. 1627 utkom Gestrinius med ett verk om Aristoteles (In Aristotelis mechanica, argumenta et notæ). Läroboken Uraniæ från 1647 visar att Gestrinius var den förste svensk som besatt någon djupare kunskap om Galileis astronomiska arbeten. Gestrinius kan vidare vara författare till det första svenska verket om algebra, Algebra sive cossa scripte 1638.
Gestrinius var gift med sin kusin Elisabeth, dotter till ärkebiskop Olaus Martini. Han var därmed svåger till en annan av 1600-talets stora namn i den svenska matematikhistorien, Martinus Olai Nycopensis, samt med professornerna Elias Rhalambius, Samuel Andreæ Grubb och logikprofessorn Nicolaus Molnerus. Gestrinius son majoren Jacob adlades med namnet Leijonswärd.